# Marc Charuel
Marc Charuel, né en 1954, est un écrivain français, romancier et essayiste.

## Biographie
Marc Charuel a commencé sa carrière en tant que journaliste en 1973. Il a exercé en tant que photographe, cameraman et rédacteur. Il a occupé le poste de directeur du service photo pour les publications Valeurs actuelles et Spectacle du Monde. 
Outre sa carrière de reporter de guerre, il a écrit plusieurs ouvrages, dont des documents politiques, des essais, des carnets de route photographiques et des romans noirs.

## Œuvre

### Essais
- L'Affaire Boudarel, Les éditions du Rocher, 1991 (ISBN 9782268011820)
- Putain de guerre: Gaston Besson, volontaire français contre les Serbes, Les éditions du Rocher, 1993 (ISBN 9782268014999)
- Gauguin amoureux, Rabelais éditions, 2016 (ISBN 9782375690109)

### Romans
- Le jour où tu dois mourir, Paris, Éditions Albin Michel, coll. « Suspense », 2011 (ISBN 9782226220769)[1]
- Les Soldats de papier, Paris, Éditions Albin Michel, coll. « Suspense », 2012 (ISBN 9782226241313)
- Chiens enragés, Paris, Éditions Albin Michel, coll. « Suspense », 2014 (ISBN 9782226255990)
- Les Abysses du mal, Paris, Éditions Albin Michel, coll. « Suspense », 2018 (ISBN 9782226402059)
- Le Disparu du Mékong, Paris, Éditions du Toucan, coll. « Suspense », 2020 (ISBN 9782810009404)[2].
- Opération Sahel, Paris, Éditions du Toucan, coll. « Suspense », 2022